# Białkomocz
Białkomocz (łac. proteinuria) – występowanie białka w moczu.
- białkomocz fizjologiczny – dobowa utrata białka <250 mg (występuje m.in. w stanach dużego wysiłku fizycznego)
- białkomocz patologiczny – dobowa utrata białka z moczem wynosi >500 mg (niektóre podręczniki podają >300 mg)

Gdy ilość wydalanego białka w moczu przekracza 3,5 g/24 godz. lub 50 mg/kg/24 godz. należy podejrzewać zespół nerczycowy.
Najczęściej białkomocz występuje w poważnych chorobach nerek – zapaleniach kłębuszków nerkowych.

## Podział białkomoczu
Białkomocz można podzielić ze względu na ilość wydalonego białka, bądź ze względu na pochodzenie.

### Podział ze względu na ilość wydalanego białka
Ze względu na ilość wydalonego białka rozróżnia się:
- białkomocz znikomy – <500 mg na dobę
- białkomocz mierny – od 500 do 3500 mg na dobę
- białkomocz znaczny – >3500 mg na dobę

### Podział ze względu na pochodzenie

#### Białkomocz kłębuszkowy
Białkomocz kłębuszkowy powstaje w wyniku zwiększonego przesączania białek w kłębuszkach jako następstwo nasilenia filtracji kłębuszkowej. Powstaje głównie w efekcie uszkodzenia błony filtracyjnej, a tym samym zniesienia elektroujemnej bariery błony podstawnej, zapobiegającej filtrowaniu białek osocza.
Umożliwia to przenikanie stosunkowo dużych białek osocza takich jak albuminy oraz IgG. Ten rodzaj białkomoczu towarzyszy cukrzycowej chorobie nerek i kłębuszkowym zapaleniom nerek, gdzie osiąga znaczne wartości w przebiegu zespołu nerczycowego.
Białkomocz kłębuszkowy można podzielić na:
- Białkomocz selektywny – odpowiada wczesnym stadiom zaawansowania zmian chorobowych, kiedy przez błonę filtracyjną przedostają się do przesączu białka o mniejszej średnicy takie jak albumina i transferryna
- Białkomocz nieselektywny – odpowiada późnym stadiom zaawansowania zmian chorobowych, wówczas przez błonę filtracyjną przenikają zarówno białka małej średnicy, jak i duże cząsteczki takie jak IgG oraz IgM

#### Białkomocz cewkowy
Białkomocz cewkowy jest spowodowany zmniejszeniem reabsorpcji w cewce nefronu drobnocząsteczkowych białek takich jak α1-mikroglobuliny, β2-mikroglobuliny, insuliny oraz lizozymu. Funkcja bariery kłębuszkowej zostaje zachowana. Białkomocz cewkowy występuje w przebiegu wrodzonych lub nabytych nefropatii śródmiąższowo-cewkowych (np. odmiedniczkowe zapalenie nerek, zespół hemolityczno-mocznicowy) oraz w przypadku toksycznego uszkodzenia nefronów przez leki i jony metali ciężkich.

#### Białkomocz mieszany kłębuszkowo-cewkowy
Powstaje w wyniku działania obu przedstawionych powyżej mechanizmów. Ujawnia się w zaawansowanych stadiach chorób nerek.

#### Białkomocz przednerkowy
Białkomocz przednerkowy, z przeładowania, przelewowy – spowodowany jest przesączaniem do moczu nadmiernej ilości białek występujących w osoczu. Prowadzi do uszkodzenia nerek i powstania białkomoczu kłębuszkowego.

#### Białkomocz czynnościowy
Białkomocz w przebiegu gorączki, białkomocz ortostatyczny (po przebywaniu dłuższy czas w pozycji stojącej), białkomocz po wysiłku fizycznym oraz po przebytym stresie należą do grupy białkomoczu czynnościowego, który jest stanem przemijającym i nie jest związany z ryzykiem dysfunkcji nerek.

#### Białkomocz zanerkowo-sekrecyjny
Ten typ białkomoczu powstaje na skutek zwiększonej ilości białek fizjologicznie wydzielanych przez cewki (np. białko Tamma-Horsfalla).

## Różnicowanie białkomoczu
Do celów diagnostycznych stosuje się oznaczenia mikrobiałkomoczu, czyli specyficznych białek których stężenie może nie przekraczać 150mg/l.
| Białko                      | Znaczenie diagnostyczne                                        |
| --------------------------- | -------------------------------------------------------------- |
| Albumina (mikroalbunimuria) | - Białkomocz kłębuszkowy selektywny - Cukrzycowa choroba nerek |
| α1-mikroglobulina           | - Białkomocz cewkowy                                           |
| β2-mikroglobulina           | - Białkomocz cewkowy                                           |
| α2-makroglobulina           | - Krwawienie pozanerkowe (krwiomocz)                           |
| Apolipoproteina A-I         | - Krwawienie z dróg moczowych                                  |
| Białko Bence'a-Jonesa       | - szpiczak mnogi - makroglobulinemia Waldenströma              |

## Przyczyny
Białkomocz może występować w następujących stanach:
- zespoły nefrotyczne
- przedrzucawka
- rzucawka
- toksyczne uszkodzenia nerek
- choroby układowe (np. toczeń rumieniowaty układowy)
- odwodnienie
- choroby kłębuszków nerkowych, takie jak kłębuszkowe zapalenie nerek
- forsowny wysiłek
- stres
- łagodny ortostatyczny (posturalny) białkomocz
- nefropatia IgA
- nefropatia IgM
- zakrzepica żyły nerkowej
- sarkoidoza
- zespół Alporta
- cukrzyca
- związki chemiczne (np. NLPZ, nikotyna, penicylamina, sole złota, inhibitory ACE, antybiotyki, opiaty, zwłaszcza heroina[5])
- choroba Fabry’ego
- zakażenia (np. HIV, kiła, zapalenia wątroby)
- aminoacyduria
- zespół Fanconiego
- anemia sierpowata
- hemoglobinuria
- szpiczak mnogi
- mioglobinuria
- zespół paznokieć-rzepka
- rodzinna gorączka śródziemnomorska
- zespół HELLP

## Klasyfikacja ICD10
| kod ICD10     | nazwa choroby            |
| ------------- | ------------------------ |
| ICD-10: R80   | Białkomocz               |
| ICD-10: R80.0 | białkomocz izolowany     |
| ICD-10: R80.1 | białkomocz przewlekły    |
| ICD-10: R80.2 | białkomocz ortostatyczny |
| ICD-10: R80.3 | białkomocz Bence Jonesa  |
| ICD-10: R80.8 | inny białkomocz          |
| ICD-10: R80.9 | białkomocz, nieokreślony |